# Segon Gabinet Dombrovskis
El segon Gabinet Dombrovskis fou el govern de Letònia entre el 3 de novembre de 2010 i el 25 d'octubre de 2011. Fou el segon Gabinet liderat per Valdis Dombrovskis, qui fou Primer Ministre entre 2009 i 2014. Va iniciar el mandat el 3 de novembre de 2010, després de les eleccions legislatives de 2010, succeint al primer Gabinet Dombrovskis, que havia governat entre 2009 i 2010. Fou substituït pel tercer Gabinet Dombrovskis el 25 d'octubre de 2011, després de les eleccions de setembre de 2011.

## Composició
Llista dels ministeris de Letònia encapçalats per ministres del segon Gabinet Dombrovskis:
| Càrrec                                                                   | Nom                         | Partit                                   | Dates                                        |
| ------------------------------------------------------------------------ | --------------------------- | ---------------------------------------- | -------------------------------------------- |
| Primer Ministre                                                          | Valdis Dombrovskis          | Unitat / Partit de la Nova Era           | 3 de novembre de 2010 – 25 d'octubre de 2011 |
| Viceprimer Ministre Ministre de Defensa                                  | Artis Pabriks               | Unitat / Societat per una altra política | 3 de novembre de 2010 – 25 d'octubre de 2011 |
| Ministre d'Afers Exteriors                                               | Ģirts Valdis Kristovskis    | Unitat / Unió Cívica                     | 3 de novembre de 2010 – 25 d'octubre de 2011 |
| Ministre d'Economia                                                      | Artis Kampars               | Unitat / Partit de la Nova Era           | 3 de novembre de 2010 – 25 d'octubre de 2011 |
| Ministre de Finances                                                     | Andris Vilks                | Unitat / Unió Cívica                     | 3 de novembre de 2010 – 25 d'octubre de 2011 |
| Ministre de l'Interior                                                   | Linda Mūrniece              | Unitat / Partit de la Nova Era           | 3 de novembre de 2010 – 6 de juny de 2011    |
| Ministre de l'Interior                                                   | Aigars Štokenbergs (interí) | Unitat / Partit de la Nova Era           | 6 de juny de 2011 – 25 d'octubre de 2011     |
| Ministre d'Educació i Ciència                                            | Rolands Broks               | Unió de Verds i Agricultors              | 3 de novembre de 2010 – 25 d'octubre de 2011 |
| Ministre de Cultura                                                      | Sarmīte Ēlerte              | Unitat / Unió Cívica                     | 3 de novembre de 2010 – 25 d'octubre de 2011 |
| Ministre de Benestar                                                     | Ilona Jurševska             | Unitat / Unió Cívica                     | 3 de novembre de 2010 – 25 d'octubre de 2011 |
| Ministre pel Desenvolupament Regional i el Govern Local                  | Valdis Dombrovskis          | Unitat / Partit de la Nova Era           | 3 de novembre de 2010 – 1 de gener de 2011   |
| Ministre de Transport                                                    | Uldis Augulis               | Unió de Verds i Agricultors              | 3 de novembre de 2010 – 25 d'octubre de 2011 |
| Ministre de Justícia                                                     | Aigars Štokenbergs          | Unitat / Societat per una altra política | 3 de novembre de 2010 – 25 d'octubre de 2011 |
| Ministre de Salut                                                        | Juris Bārzdiņš              | Unió de Verds i Agricultors              | 3 de novembre de 2010 – 25 d'octubre de 2011 |
| Ministre de Medi Ambient                                                 | Raimonds Vējonis            | Unió de Verds i Agricultors              | 3 de novembre de 2010 – 1 de gener de 2011   |
| Ministre per la Protecció del Medi Ambient i el Desenvolupament Regional | Raimonds Vējonis            | Unió de Verds i Agricultors              | 6 de gener de 2011 – 25 d'octubre de 2011    |
| Ministre d'Agricultura                                                   | Jānis Dūklavs               | Unió de Verds i Agricultors              | 3 de novembre de 2010 – 25 d'octubre de 2011 |